# Maximilian Joseph Gottfried Sommerau Beeckh
Maximilian Joseph Gottfried Sommerau Beeckh, avstrijski rimskokatoliški duhovnik, škof in kardinal, * 21. december 1769, Dunaj, † 31. marec 1853.

## Življenjepis
10. septembra 1797 je prejel duhovniško posvečenje.
21. novembra 1836 je bil imenovan za nadškofa Olomouca; 19. maja 1837 je bil potrjen in 18. junija istega leta je prejel škofovsko posvečenje.
30. septembra 1850 je bil povzdignjen v kardinala.